# Mouscardès
Mouscardès (okzitanisch: Moscardes) ist eine französische Gemeinde mit 268 Einwohnern (Stand: 1. Januar 2022) im Département Landes in der Region Nouvelle-Aquitaine. Sie gehört zum Arrondissement Dax und zum Kanton Orthe et Arrigans.

## Geografie
Die Gemeinde Mouscardès liegt in der Landschaft Chalosse, etwa 17 Kilometer südöstlich von Dax. Umgeben wird Mouscardès von den Nachbargemeinden Estibeaux im Westen und Norden, Pomarez im Norden und Nordosten, Tilh im Osten, Ossages im Süden sowie Habas im Südwesten. Im Süden begrenzt der Fluss Grand Arrigan das Gemeindegebiet.

## Bevölkerungsentwicklung
| Jahr                       | 1962 | 1968 | 1975 | 1982 | 1990 | 1999 | 2011 | 2021 |
| -------------------------- | ---- | ---- | ---- | ---- | ---- | ---- | ---- | ---- |
| Einwohner                  | 297  | 244  | 239  | 224  | 218  | 230  | 248  | 269  |
| Quellen: Cassini und INSEE |      |      |      |      |      |      |      |      |

## Sehenswürdigkeiten

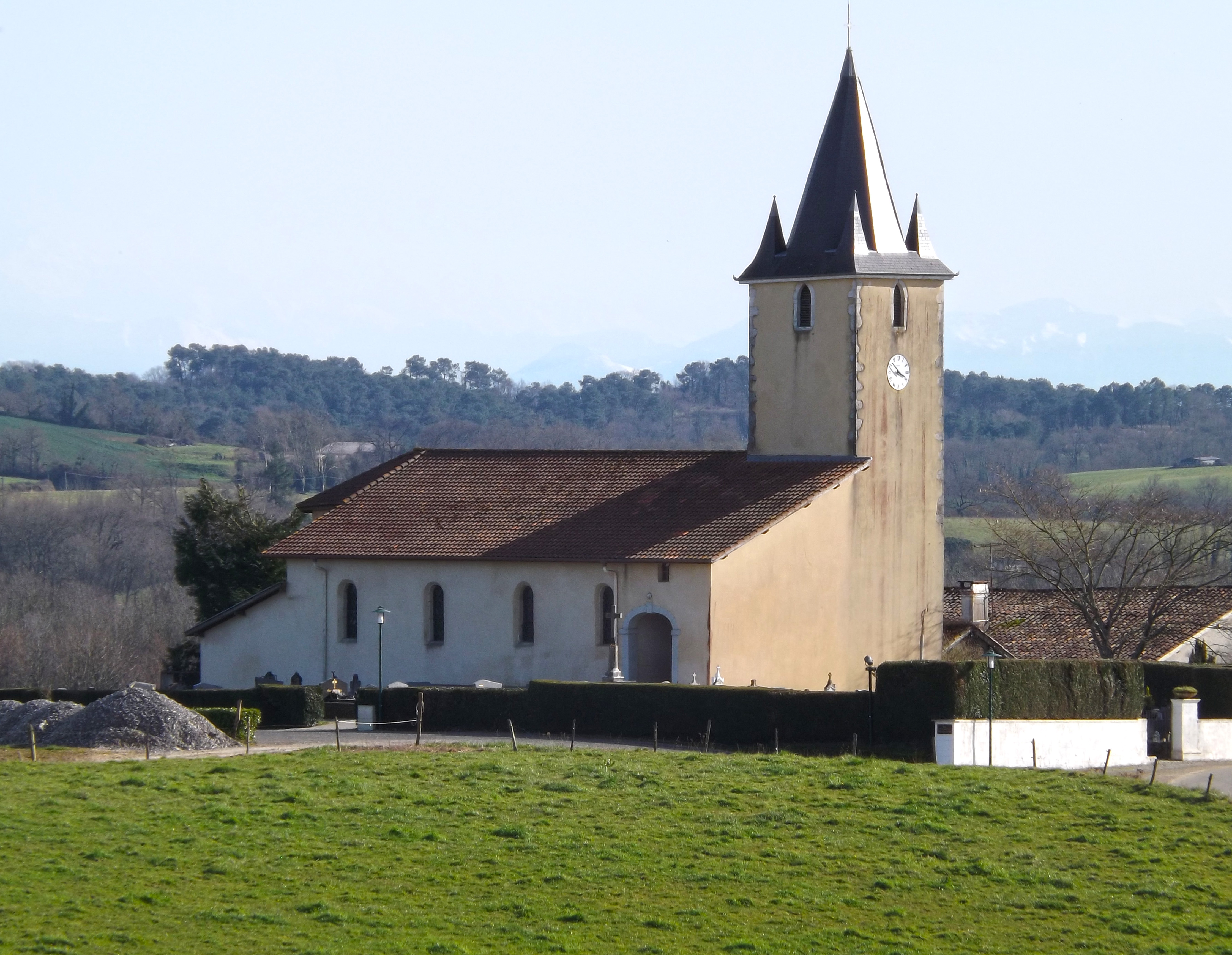
Kirche Saint-Barthélemy

- Kirche Saint-Barthélemy